# Kartini (inslagkrater)
Kartini is een inslagkrater op de planeet Venus. Kartini werd in 1991 genoemd naar de Javaanse onderwijzeres en voorvechtster van vrouwenrechten Kartini (1879-1904).
De krater heeft een diameter van 23,4 kilometer en bevindt zich ten zuiden van Danu Montes in het quadrangle Lakshmi Planum (V-7).